# Jacka (Ausztráliai fővárosi terület)
Jacka a főváros, Canberra egyik elővárosa Ginninderra kerületben.
A legközelebbi külvárosok Jackához: Moncrieff, Taylor,  Amaroo, Bonner. Jacka, Gungahlin kerület északi részén helyezkedik el. A város mindössze 4 kilométernyire fekszik Gungahlin városközponttól és 16 kilométerre található Canberra központjától.
A város nevét Albert Jackáról kapta, aki az első olyan ausztrál volt, akit Viktória-kereszttel tüntettek ki az első világháború alatt a Dardanellák ostroma alatt végzett tevékenységéért.

## Tervek
Mikorra elkészülnek a családi házak, addigra 1500 darab otthon fog itt állni, amelyek különféle stílusúak lesznek.
A Horse Park Wetland egy fontosabb fejlesztési terület a város kijelölt területének közepén. A vízivilág ad otthont a Latham-sárszalonka (Gallinago hardwickii) populációjának, amely – költöző madár lévén – évente elrepül Délkelet-Ausztráliába. A vízivilág az Ausztrál Fővárosi Terület természeti értékeinek védelméről szóló szigorú szabályozás védelme alatt áll.

## Földrajza
A terület az Amaroo felé folyó két kisebb patak találkozásánál alig 628 méterrel van a tenger szintje felett, ám a tengerszint feletti magasság eléri a 708 métert a város keleti határán. A város területének nagyobbik része a völgy aljában helyezkedik el.

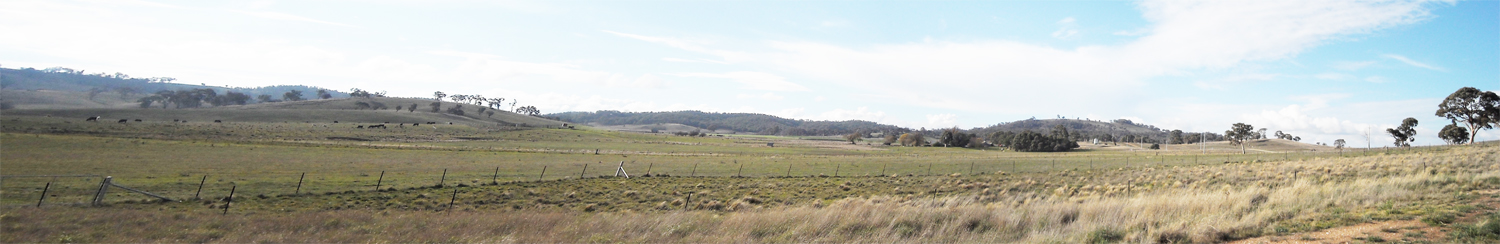
Jacka külváros jövőbeli területe, jobbról a Horse Park Homestead, a Horse Park Drive-ról fotózva

## Fordítás
Ez a szócikk részben vagy egészben  a   Jacka, Australian Capital Territory című angol Wikipédia-szócikk ezen változatának fordításán alapul.  Az eredeti cikk szerkesztőit annak laptörténete sorolja fel. Ez a jelzés csupán a megfogalmazás eredetét és a szerzői jogokat jelzi, nem szolgál a cikkben szereplő információk forrásmegjelöléseként.